# 1996 en Italie
Chronologie de l'Italie
- 1992
- 1993
- 1994
- 1995
- 1996
- 1997
- 1998
- 1999
- 2000

1994 en Europe - 1995 en Europe - 1996 en Europe - 1997 en Europe - 1998 en Europe

## Événements
- 1er janvier-30 juin : présidence italienne du Conseil de l'Union européenne[1].
- 11 janvier :
  - le Président du Conseil italien Lamberto Dini démissionne après avoir obtenu le vote de la loi de finances[2].
  - meurtre de Giuseppe Di Matteo[3].
- 29 janvier : incendie du célèbre théâtre vénitien, La Fenice, un des hauts lieux de l'art lyrique mondial[4].

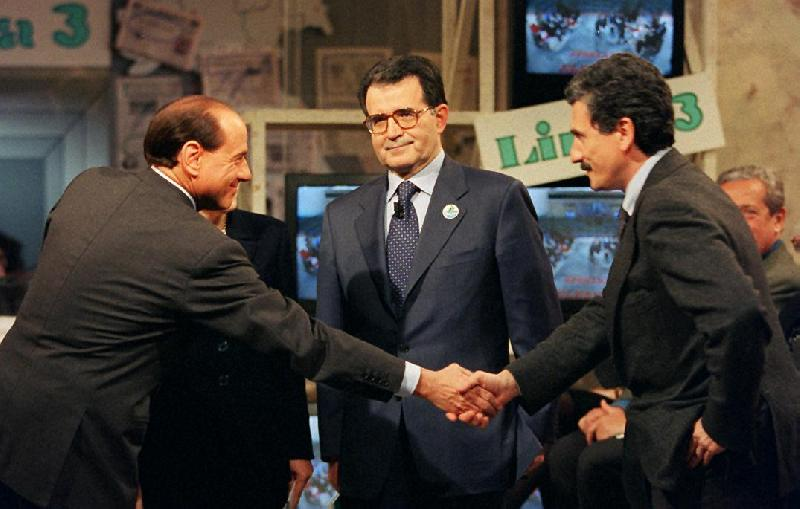
Silvio Berlusconi, Romano Prodi et Massimo D'Alema lors d'un débat télévisé sur Linea Tre, le 12 avril 1996.

- 16 février : le président de la République Oscar Luigi Scalfaro dissout le Parlement[2].

- 21 avril : la coalition de L'Olivier (centre-gauche) remporte la majorité des sièges aux élections générales italiennes, avec le soutien du Parti de la refondation communiste. À droite, le Pôle pour les libertés (Forza Italia, droite du PPI, Alliance nationale) a perdu du fait de la concurrence de la Ligue du Nord[5].

- 9 mai : ouverture de la XIIIe législature de la République italienne[6].

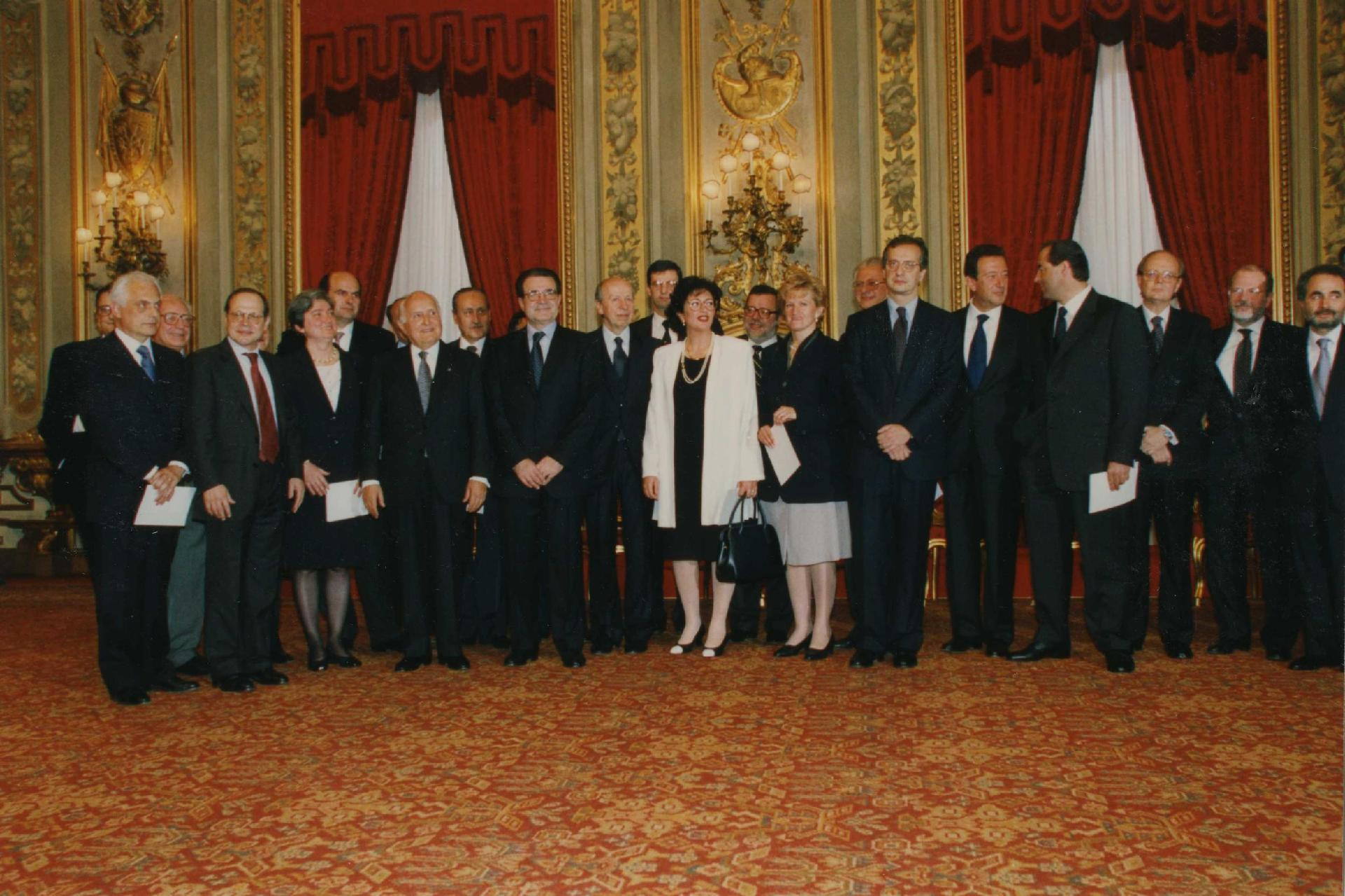
Prestation de serment du gouvernement Prodi I.

- 17 mai : Romano Prodi forme un gouvernement avec Lamberto Dini aux affaires étrangères et Giuliano Amato au Budget[5].
- 20 mai : arrestation du chef mafieux Giovanni Brusca, impliqué dans l'attentat de Capaci contre le juge Giovanni Falcone[7].

- 19 juin : la crue de la Versilia provoque la mort de 14 personnes[8].

- 15 septembre : la Ligue du Nord d'Umberto Bossi a décréte lors d'une cérémonie l'indépendance de la « République fédérale de Padanie » (Repubblica Federale della Padania)[5],

- 24 novembre : la lire italienne réintègre le SME quitté depuis 1992[9].

## Économie et société
- Mesures de redressement des finances publiques. Le budget de l’État pour l'année 1997 prévoit une hausse des recettes (0,2 % du PIB) liées au renforcement de la lutte contre l’évasion fiscale, la suppression des déductions fiscales et la majoration des droits d'accise. Il prévoit aussi une compression très importante des dépenses publiques notamment la réduction des transferts aux administrations locales et aux entreprises, l'instauration de plafonds pour l’assurance maladie (hôpitaux, les médecins et les pharmacies), la lutte contre la fraude sociale, le gel des salaires des fonctionnaires et la réduction du budget de l'armée.
- Le déficit des administrations publiques tombe à 6,8 % du PIB contre 10,9 six ans plus tôt. Excédent primaire net à 3 %. La dette publique brute diminue pour la première fois depuis 1980.

## Culture

### Cinéma

#### Mostra de Venise
- Lion d'or d'honneur : Robert Altman, Vittorio Gassman, Dustin Hoffman et Michèle Morgan
- Lion d'or : Michael Collins de Neil Jordan
- Coupe Volpi pour la meilleure interprétation féminine : Victoire Thivisol  pour Ponette de Jacques Doillon
- Coupe Volpi pour la meilleure interprétation masculine : Liam Neeson pour  Michael Collins de Neil Jordan

### Littérature

#### Livres parus en 1996

##### Romans
- La luce della notte, de Pietro Citati ;
- Seta (Soie), d'Alessandro Baricco (Rizzoli), 1996 ; Feltrinelli, 2008 - (édition française : Albin Michel, 1997)

#### Prix et récompenses
- Prix Strega : Alessandro Barbero, Bella vita e guerre altrui di Mr Pyle, gentiluomo (Mondadori)
- Prix Bagutta : Raffaello Baldini (it), Ad nota, (Mondadori)
- Prix Campiello : Enzo Bettiza, Esilio
- Prix Napoli : Ermanno Rea, Mistero napoletano, (Einaudi)
- Prix Stresa : Enrico Fovanna (it), Il pesce elettrico, (Baldini & Castoldi)
- Prix Viareggio :
  - Ermanno Rea, Mistero napoletano
  - Alda Merini, Luisa Ballate non pagate

## Décès en 1996
- 31 mars : Dario Bellezza, 52 ans, écrivain, poète et dramaturge. (° 5 septembre 1944)
- 23 juin : Pasqualino De Santis, 69 ans, directeur de la photographie. (° 24 avril 1927)
- 7 septembre : Niccolò Castiglioni, 64 ans, pianiste et compositeur. (° 17 juillet 1932)

#### Articles sur l'année 1996 en Italie
- Élections parlementaires italiennes de 1996
- Élections régionales de 1996 en Sicile
- Gouvernement Prodi I

#### L'année sportive 1996 en Italie
- Championnats du monde de pentathlon moderne 1996
- Championnats du monde de duathlon 1996
- Finale du Grand Prix IAAF 1996
- Championnat d'Italie de football 1995-1996
- Championnat d'Italie de football 1996-1997
- Supercoupe d'Italie de football 1996
- Championnat d'Italie de rugby à XV 1995-1996
- Championnat d'Italie de rugby à XV 1996-1997
- Grand Prix automobile d'Italie 1996
- Milan-San Remo 1996
- Tour d'Italie 1996

#### L'année 1996 dans le reste du monde
- 1996 aux États-Unis, 1996 au Canada
- 1996 en France, 1996 en Allemagne, 1996 en Belgique, 1996 en Suisse